# Eckbusch
Eckbusch war eine Hofschaft in der bergischen Großstadt Wuppertal. Sie war Namensgeberin für das Wuppertaler Wohnquartier Eckbusch und eine heutige Hochhaussiedlung im Ortsbereich.

## Lage und Beschreibung
Die Hofschaft lag im Nordwesten der Stadt auf 264 m ü. NHN im Wohnquartier Eckbusch des Stadtbezirks Uellendahl-Katernberg im Quellbereich des Brucher Bachs.
Benachbarte Wohnplätze und Ortschaften sind Zum Löh, Hugenbruch, Am Rohm, Naurathssiepen, Theisbruch, Lipkenskothen, Oberste Leimberg, Klotzbahn, Grenze Jagdhaus, In den Birken und Auf dem Hufen. Abgegangen sind Berghaus und Ringelbusch.
Die ursprüngliche Hofstelle wurden in den 1960er/1970er Jahren abgetragen und auf ihrem Gelände eine Hochhaussiedlung errichtet.

## Geschichte
Im 19. Jahrhundert gehörte Eckbusch zu der Honschaft und späteren Landgemeinde Oberdüssel in der Bürgermeisterei Wülfrath. Damit gehörte es von 1816 bis 1861 zum Kreis Elberfeld und ab 1861 zum alten Kreis Mettmann. 
Der Hof ist auf der Gemeinde Charte des Parzellar Katasters der Bürgermeisterei Hardenberg von 1815/16 als Eckbusch eingezeichnet. Im Gemeindelexikon für die Provinz Rheinland von 1888 werden zwei Wohnhäuser mit 19 Einwohnern angegeben.
Mit der Kommunalreform von 1929 wurde der östliche Teil der Gemarkung Oberdüssel um Eckbusch von Wülfrath abgespalten und in die neu gegründete Stadt Wuppertal eingemeindet. 
In den 1930er Jahren wurde im Nahbereich der Hofschaft das Freibad Eckbusch gebaut, im Bereich nördlich des Hofes begann sich eine städtische Siedlungsstruktur mit Einfamilienhäusern zu entwickeln. Die Bebauung verdichtete sich bis zur Mitte des 20. Jahrhunderts zu einem geschlossenen Siedlungsbereich neben dem Hof, der schließlich zur Errichtung der Hochhaussiedlung Eckbusch im letzten Drittel des 20. Jahrhunderts abgetragen wurde.